# Paladijum(II,IV) fluorid
Paladijum(II,IV) fluorid, takođe poznat kao paladijum trifluorid, je hemijsko jedinjenje paladijuma i fluora. Njegova empirijska formula je PdF3, ali je bolji opis jedinjenje mešovite valence paladijum(II) heksafluoropaladat(IV), PdII[PdIVF6] i često se zapisuje kao Pd[PdF6] ili Pd2F6.

## Sinteza
Pd[PdF6] je najstabilniji produkt reakcije fluora i metalnog paladijuma.
2Pd + 3F2 → Pd[PdF6]

## Struktura i svojstva
Pd[PdF6] je paramagnetan. Oba, Pd(II) i Pd(IV), zauzimaju oktaedralna mesta u kristalnoj strukturi. PdII-F rastojanje je 2.17 Å, dok je PdIV-F rastojanje 1.90 Å.